# 三明市
三明市（さんめい-し）は、中華人民共和国・福建省に位置する地級市。

## 地理
福建省中西部に位置し、南平市・福州市・泉州市・竜岩市・江西省と接する。

### 気候
温暖な気候であり、春から梅雨にかけて雨が多くなる。夏は気温が高く、35℃以上の日が多い。秋から冬にかけては雨が比較的少なく、12月～2月は最低気温は10℃を下回る日が多い。
| 三明市（1981－2010年）の気候                                  | 三明市（1981－2010年）の気候 | 三明市（1981－2010年）の気候 | 三明市（1981－2010年）の気候 | 三明市（1981－2010年）の気候 | 三明市（1981－2010年）の気候 | 三明市（1981－2010年）の気候 | 三明市（1981－2010年）の気候 | 三明市（1981－2010年）の気候 | 三明市（1981－2010年）の気候 | 三明市（1981－2010年）の気候 | 三明市（1981－2010年）の気候 | 三明市（1981－2010年）の気候 | 三明市（1981－2010年）の気候 |
| 月                                                            | 1月                          | 2月                          | 3月                          | 4月                          | 5月                          | 6月                          | 7月                          | 8月                          | 9月                          | 10月                         | 11月                         | 12月                         | 年                           |
| ------------------------------------------------------------- | ---------------------------- | ---------------------------- | ---------------------------- | ---------------------------- | ---------------------------- | ---------------------------- | ---------------------------- | ---------------------------- | ---------------------------- | ---------------------------- | ---------------------------- | ---------------------------- | ---------------------------- |
| 最高気温記録 °C （°F）                                        | 28.5 (83.3)                  | 34.4 (93.9)                  | 34.7 (94.5)                  | 35.5 (95.9)                  | 37.0 (98.6)                  | 37.9 (100.2)                 | 41.4 (106.5)                 | 41.0 (105.8)                 | 38.6 (101.5)                 | 35.8 (96.4)                  | 34.1 (93.4)                  | 29.1 (84.4)                  | 41.4 (106.5)                 |
| 平均最高気温 °C （°F）                                        | 15.1 (59.2)                  | 16.6 (61.9)                  | 20.0 (68)                    | 25.0 (77)                    | 28.5 (83.3)                  | 31.2 (88.2)                  | 34.7 (94.5)                  | 33.9 (93)                    | 30.7 (87.3)                  | 26.7 (80.1)                  | 21.7 (71.1)                  | 16.8 (62.2)                  | 25.08 (77.15)                |
| 日平均気温 °C （°F）                                          | 10.0 (50)                    | 11.7 (53.1)                  | 14.8 (58.6)                  | 19.5 (67.1)                  | 23.1 (73.6)                  | 25.9 (78.6)                  | 28.4 (83.1)                  | 27.8 (82)                    | 25.3 (77.5)                  | 21.1 (70)                    | 16.0 (60.8)                  | 11.0 (51.8)                  | 19.55 (67.18)                |
| 平均最低気温 °C （°F）                                        | 6.6 (43.9)                   | 8.5 (47.3)                   | 11.4 (52.5)                  | 15.8 (60.4)                  | 19.4 (66.9)                  | 22.3 (72.1)                  | 23.9 (75)                    | 23.7 (74.7)                  | 21.7 (71.1)                  | 17.2 (63)                    | 12.2 (54)                    | 7.2 (45)                     | 15.82 (60.49)                |
| 最低気温記録 °C （°F）                                        | −3.8 (25.2)                  | −2.5 (27.5)                  | −1.8 (28.8)                  | 4.2 (39.6)                   | 9.6 (49.3)                   | 14.0 (57.2)                  | 20.0 (68)                    | 18.6 (65.5)                  | 13.1 (55.6)                  | 6.0 (42.8)                   | 0.4 (32.7)                   | −5.8 (21.6)                  | −5.8 (21.6)                  |
| 降水量 mm （inch）                                            | 63.3 (2.492)                 | 114.1 (4.492)                | 205.0 (8.071)                | 221.4 (8.717)                | 266.3 (10.484)               | 257.8 (10.15)                | 133.0 (5.236)                | 159.9 (6.295)                | 98.6 (3.882)                 | 55.8 (2.197)                 | 48.6 (1.913)                 | 41.5 (1.634)                 | 1,665.3 (65.563)             |
| 出典：“中国气象数据网”. 国家气象信息中心. 2018年2月17日閲覧。 |                              |                              |                              |                              |                              |                              |                              |                              |                              |                              |                              |                              |                              |

## 歴史
『寧化県志』によれば後漢末に戦乱を避けて中原からの移民が流入しこの地区の開発が開始された。西晋末の永嘉の乱や、唐末の黄巣の乱に際しても洛陽近郊からの住民が移住している。
行政区画に関しては260年（永安3年）、呉により設置された建安郡が設置され、その東部に設置された将楽県及び西部の綏城県が三明市の祖形になった。その後行政改編が行われ、1940年（民国29年）に沙県・永安県・明渓県の一部に新設された三元県が前身となる。1956年に明渓県と合併した際に三明県と改称された。1960年に旧三元県に地級市としての三明市が設置され、三明県は旧明渓県を示す行政区画とされた。1963年に県級市に降格したが、1983年に地級市に昇格し現在に至る。

## 行政区画
2市轄区・1県級市・8県を管轄する。
- 市轄区：
  - 三元区・沙県区
- 県級市：
  - 永安市
- 県：
  - 明渓県・清流県・寧化県・大田県・尤渓県・将楽県・泰寧県・建寧県

| 三明市の地図                                                                 |
| ---------------------------------------------------------------------------- |
| 三元区 沙県区 明渓県 清流県 寧化県 大田県 尤渓県 将楽県 泰寧県 建寧県 永安市 |

### 年表
この節の出典

#### 永安専区
- 1949年10月1日 - 中華人民共和国福建省永安専区が成立。三元県・明渓県・永安県・清流県・寧化県・大田県・寧洋県・徳化県が発足。(8県)
- 1950年10月17日 - 徳化県が晋江専区に編入。(7県)
- 1956年3月26日 
  - 三元県・明渓県が南平専区に編入。
  - 大田県が晋江専区に編入。
  - 永安県・清流県・寧化県・寧洋県が竜岩専区に編入。

#### 三明市(第1次)
- 1960年5月26日 - 南平専区三明県の一部が分立し、三明市が発足。(1市1県)
  - 南平専区三明県を編入。
- 1962年9月27日 - 竜岩専区永安県・清流県・寧化県を編入。(1市4県)
- 1963年4月27日 - 三明市・三明県・永安県・清流県・寧化県が三明専区に編入。

#### 三明地区
- 1963年4月27日 - 三明市、三明市三明県・永安県・清流県・寧化県、晋江専区大田県を編入。三明専区が成立。三明市が県級市に降格。(1市5県)
- 1964年3月30日 - 三明県が明渓県に改称。(1市5県)
- 1970年2月17日 - 南平専区尤渓県・沙県・将楽県・泰寧県・建寧県を編入。(1市10県)
- 1971年6月17日 - 三明専区が三明地区に改称。(1市10県)
- 1983年4月28日 
  - 三明市が地級市の三明市に昇格。
  - 永安県・寧化県・清流県・明渓県・建寧県・泰寧県・将楽県・沙県・尤渓県・大田県が三明市に編入。

#### 三明市(第2次)
- 1983年4月28日 - 三明地区三明市が地級市の三明市に昇格。梅列区・三元区が成立。(2区10県)
  - 三明地区永安県・寧化県・清流県・明渓県・建寧県・泰寧県・将楽県・沙県・尤渓県・大田県を編入。
  - 沙県の一部が梅列区に編入。
- 1984年9月12日 - 永安県が市制施行し、永安市となる。(2区1市9県)
- 2021年2月2日 (2区1市8県)
  - 梅列区・三元区が合併し、三元区が発足。
  - 沙県が区制施行し、沙県区となる。

## 交通

### 航空
- 三明沙県空港

### 鉄道

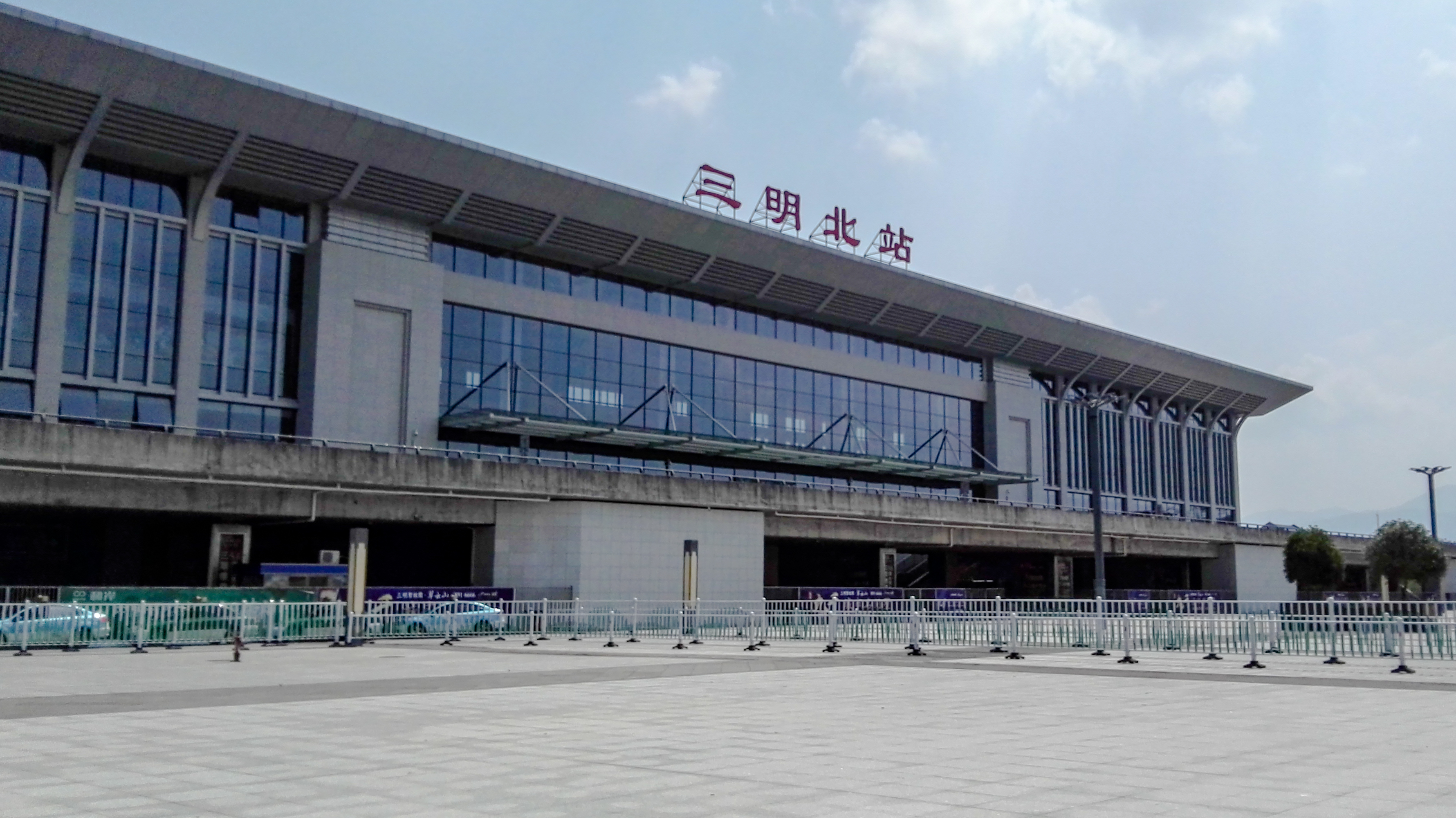
三明北駅

- 中国国家鉄路集団
  - 昌福線（中国語版）
  - 南竜線（中国語版）
  - 鷹廈線
  - 興泉線（中国語版）
  - 建化線（中国語版）
  - 清冠線（中国語版）

### 道路
- 高速道路
  - 長深高速道路
  - 福銀高速道路
  - 泉南高速道路
  - 莆炎高速道路
  - 沙厦高速道路
  - 浦建高速道路
  - S7211 永漳高速道路
- 道路
  - G205国道